# 297409 Mållgan
297409 Mållgan eller 2000 RE39 är en asteroid i huvudbältet som upptäcktes  den 1 september 2000 av den svenske astronomen Alexis Brandeker. Den fick senare namn efter den hemliga kompisen Mållgan i Gunilla Bergströms berättelser om Alfons Åberg.
Mållgans senaste periheliepassage skedde den 27 december 2022.